# Metopochetus bivittatus
Metopochetus bivittatus är en tvåvingeart som först beskrevs av Macquart 1846.  Metopochetus bivittatus ingår i släktet Metopochetus och familjen skridflugor. Inga underarter finns listade i Catalogue of Life.